# Silly Bandz
 (décembre 2010).

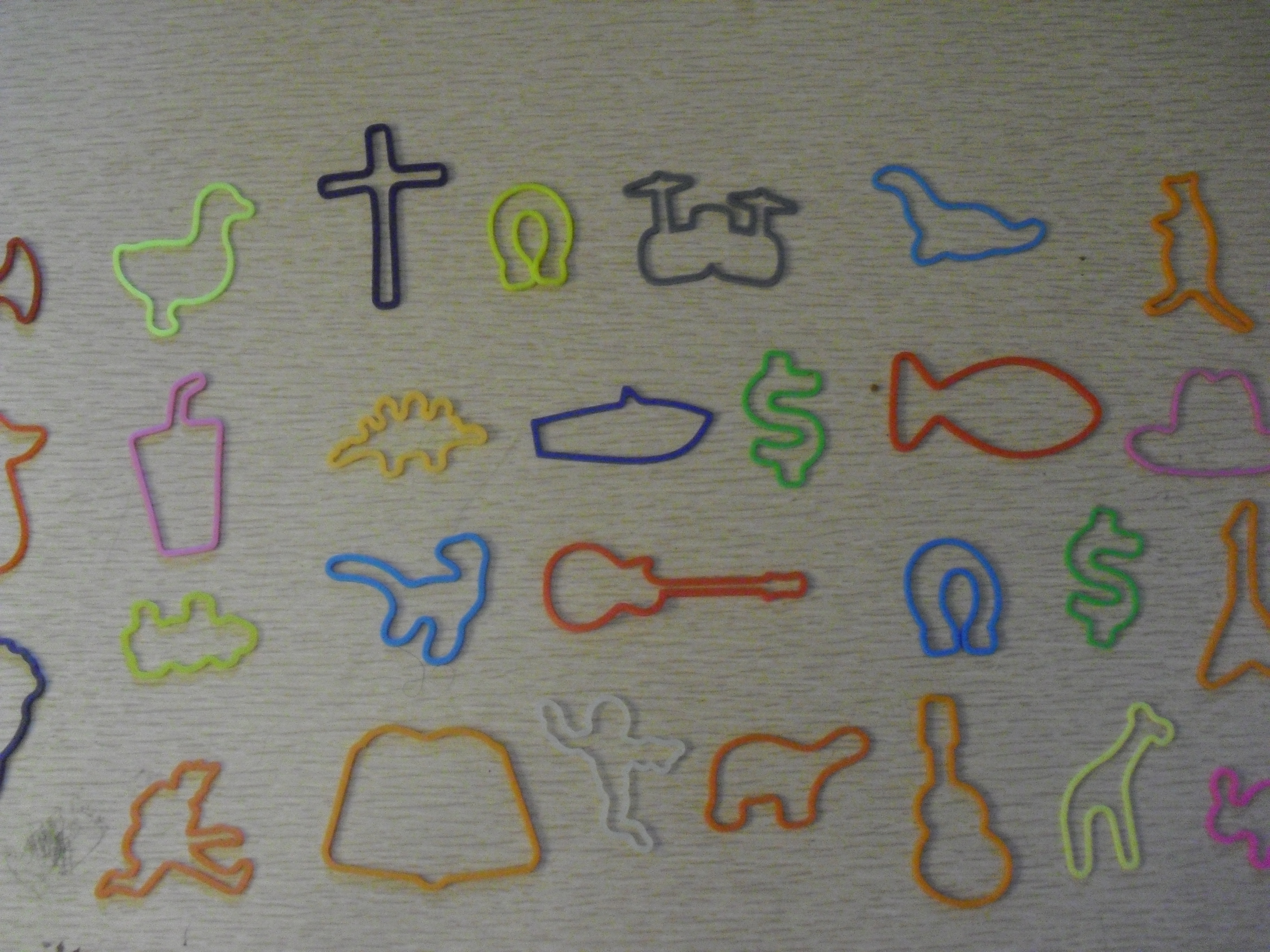
Quelques Silly Bandz.

Les Bandz sont des bracelets  de couleur en silicone, qui, ôtés du bras, reprennent leur forme d'origine : animaux, objets, lettres ou chiffres. Ils sont collectionnés par les enfants de 5 à 10 ans qui font également des échanges entre eux.
Les lycéens (ou adultes) peuvent en porter. Certaines célébrités, comme Shakira sur la pochette de son album Sale El Sol, Sarah Jessica Parker ou les sœurs Mary-Kate et Ashley Olsen, en portent également.

## Histoire
Au départ, en 2003, deux designers japonais voulaient simplement moderniser l’apparence de l’élastique de bureau. Sans succès, ils abandonnèrent le projet. C'est en 2009 que des industriels japonais reprennent l'idée pour une utilisation ludique. Cette fois, c'est un énorme succès commercial.

## Exploitation commerciale

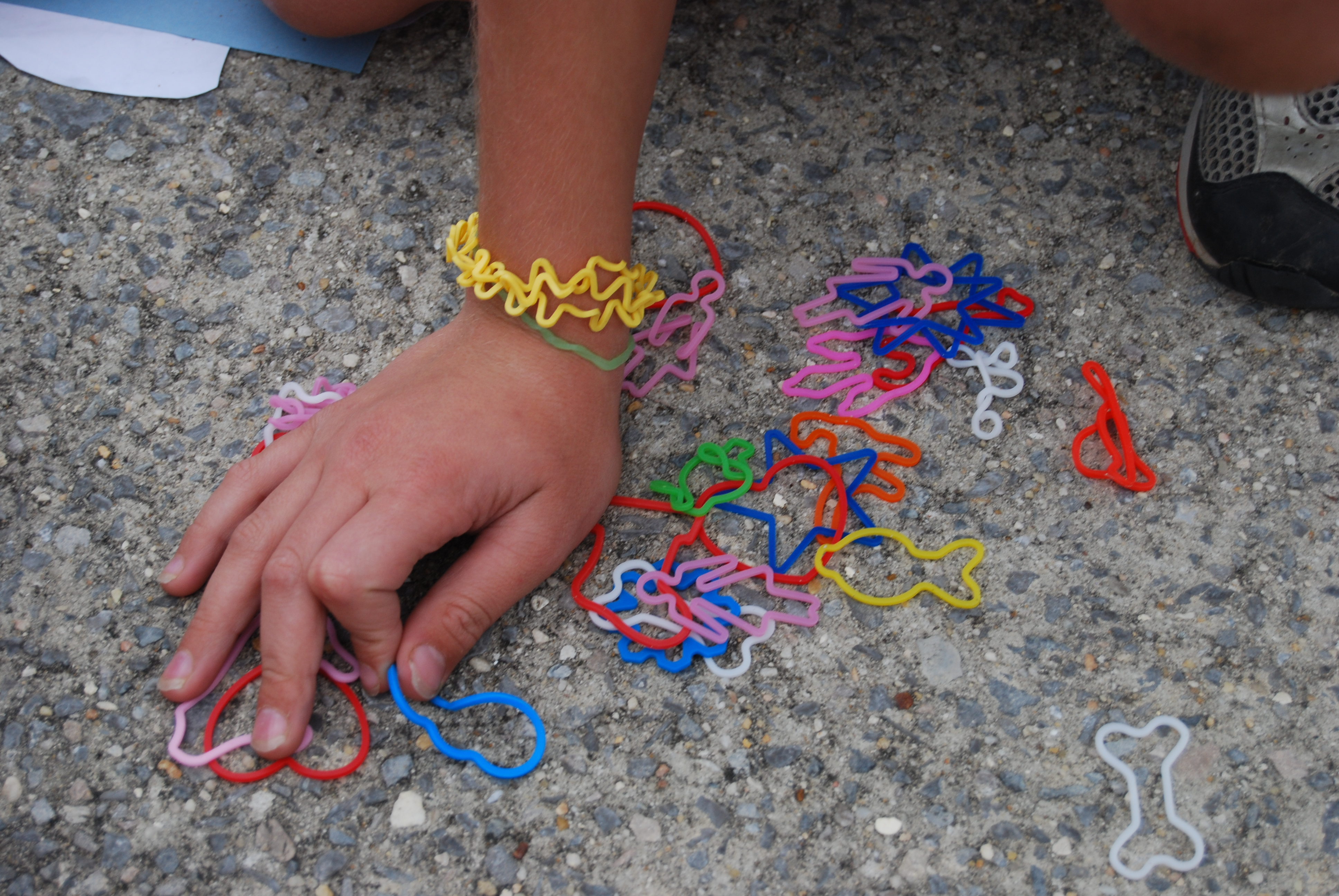
Enfant jouant avec des Silly Bandz.

Parti du Japon en 2003 et passant par les États-Unis en 2009, la mode est arrivée en France où elle a pris une grande ampleur, des dizaines de millions d’élastiques ont été vendus.  Plusieurs sociétés se disputent le marché enfantin avec des méthodes de marketing originales, parfois contestées : Silly Bandz, BandZilla, Funny Bandz, Story Bandz, etc.  Distrayant trop l’attention des enfants durant les cours, le port de ces bracelets élastiques a été interdit dans plusieurs écoles en France.  Il y a également les Bandz phosphorescents, bicolores ou avec des parfums.